# 社会阶级
社会阶級（英語：social class）、阶级，意义相近或相关的汉语词汇还有“等級”、“阶层”、“社会等级”，按照马克思主义理论的划分，即对具有相同或相似的经济水準和社会身份的社会群体总称。

## 定义
在很多历史或政治中引用的“阶级”意指“具有不同身份，不同地位、財富、勞動形式、生活方式、或其他社會、經濟、或文化因素等，不同意识形态的多个社会性群体”，通常不同阶级之间都存在压迫与被压迫的不平等关系。对于阶级的大部分学说，都是建立在认为社会存在着分裂和对立的集团，并且集团之间的对立使社会处于持久的冲突之中。
马克思试图在资本论中分析这一存在，可惜没有完成。
马克思列宁主义认为：阶级不是从来就有的，如最早的原始社会由于生产力的过度低下，不具备出现阶级的根本因素。一般认为阶级的出现是生产力达到一定程度后出现的，例如稍微大的社會開始存在分工現象，而它将必然消亡于另一个生产力极端发达的社会（如资本主义社会消灭封建主义社会）。最早的阶级出现在奴隶制时期——奴隶主阶级与奴隶阶级。马克思主义对阶级最经典的定义来自列宁：
所谓阶级，就是这样一些大的集团，这些集团在历史上一定的社会生产体系中所处的地位不同，对生产资料的占有关系（这种关系大部分是在法律上明文规定了的）不同，在社会劳动组织中所起的作用不同，因而领得自己所支配的那份社会财富的方式和数量也不同。所谓阶级，就是这样一些集团，由于它们在一定社会经济结构中所处的地位不同，其中一个集团能够占有另一个集团的劳动。

## 划分
不同时期，社会对阶级或阶层的划分各不相同。现代社会，提到“阶级”或“阶层”时，通常所指个人或者集团对财富拥有量，而不是指对生产资料的占有。
马克思·韦伯认为阶级是由市场状况决定的，因此他将阶级划分为买卖双方，阶级冲突就是市场控制权的争夺。他同时还提出了“地位群体”的概念，认为除了通过经济状况划分以外，还必须通过身份、荣誉、价值观、生活方式的自我认同才能成为阶级。社會學家拉尔夫·达仁道夫则从权力分配角度把阶级划分为统治者和被统治者。
- 特例：古時部分地區實行世襲階級制度的社會，例如理论上已经成为历史的印度的等级社会（印度种姓制度）：一个人不只自出生，就自然进入了这个等级社会，而且一生也没法摆脱。同時，男系的後代不能改變身份。
- 现代西方社会的社会阶层（阶级）：社会阶层很不固定，而且法律方面也没有任何阐述。当西方经济学家们说到阶级或社会阶层的时候，通常是指基于经济学上与现代社会或近现代社会相联系的社会阶层（阶级）。